# Autoroute Nội Bài–Lào Cai
L'autoroute Nội Bài–Lào Cai (vietnamien : Đường cao tốc Nội Bài – Lào Cai, sigle CT.05) est une autoroute située au Viêt Nam. 

## Parcours
La route est en grande partie sur les rives du fleuve rouge. 
Elle traverse 5 provinces: Hanoi, Vĩnh Phúc, Phú Thọ, Yên Bái et Lào Cai.
Elle rejoint l'autoroute chinoise Kunming-Hekou et elle fait partie du projet de développement des infrastructures de transport du corridor économique de Kunming-Hanoi-Hai Phong.